# Lijst van HTML-elementen
Dit is een lijst van HTML-elementen met een korte uitleg over hun betekenis.

## Paginastructuur
<!DOCTYPE html>betekent dat het een HTML5-document is
<html>bevat alle andere elementen
<head>bevat metadata en (links naar) CSS en scripts die nodig zijn voor de webpagina
<body>bevat de inhoud van de pagina
<frame>definieert een deelvenster (frame) van de pagina
<frameset>definieert een groep van frames
<noframes>wat getoond wordt als de webbrowser geen frames ondersteunt

## Headelementen
Elementen die binnen het <head>-element kunnen staan:
<base>relatieve hyperlinks in de <body> zullen relatief zijn ten opzichte van deze absolute of relatieve URI
<link>koppelen van CSS-bestanden
<meta>meta-informatie
<title>paginatitel in het browservenster
<script>koppelen van scripts of het inline definiëren van scripts, wordt geladen vóór de inhoud (<body>)
<style>definieert inline CSS-regels

## Pagina-elementen
Elementen die binnen het <body>-element kunnen staan:
<a>hyperlinks
<abbr>afkorting
<acronym>acroniem
<address>adres
<applet>Java-applet
<area>oppervlak in een afbeelding
<b>vet
<basefont>informatie over het standaardlettertype voor de pagina (verouderd)
<bdo>tekstrichting
<big>groter lettertype
<blockquote>voor lange citaten, zal als één blok getoond worden
<br>breekt de lijn af
<button>drukknop
<caption>onderschrift van een tabel
<center>tekst centreren (verouderd)
<cite>citaat
<code>weergave als computercode
<col>bevat informatie voor een tabelkolom
<colgroup>groepeert kolommen die dezelfde opmaak krijgen
<dd>beschrijving van een term in een definitielijst
<del>stuk verwijderde tekst (↔ <ins>)
<dfn>definitie van een term
<dir>lijst met mappen
<div>sectie of divisie
<dl>definitielijst
<dt>term in definitielijst
<em>nadruk op tekst (in de praktijk gelijk aan <i>)
<fieldset>groepeert en omlijnt elementen in formulieren
<font>beschrijft het lettertype (verouderd)
<form>formulier
<h1>, <h2>, <h3>, <h4>, <h5>, <h6>kopjes van niveau 1 tot en met 6
<hr>horizontale lijn
<i>cursief
<iframe>definieert een iframe, een pagina binnen de pagina
<img>afbeelding
<input>invoerveld in een formulier
<ins>stuk ingevoegde tekst (↔ <del>)
<isindex>tekstinvoerveld in een formulier (verouderd)
<kbd>geeft tekst aan die moet ingevoerd worden door de bezoeker
<label>label voor een invoerveld in een formulier
<legend>een opschrift voor een <fieldset>-element
<li>element uit een lijst
<map>maakt een kaart van een afbeelding met aanklikbare <area>-elementen
<menu>menulijst (verouderd)
<noscript>wat wordt getoond als de webbrowser geen scripts (in <script>-elementen) ondersteunt
<ol>geordende lijst
<object>definieert een extern object of bestand; werkt enkel in Internet Explorer
<optgroup>groepeert <option>-elementen
<option>optie in een keuzemenu (<select>)
<p>alinea
<param>definieert parameters voor <object>-elementen
<pre>vooraf geformatteerde tekst, witruimtes (tabs, spaties) en regeleindes weergegeven zoals getypt
<q>een kort citaat
<ruby>tekst met hulpweergave over uitspraak, zie ook Furigana
<s>doorgehaalde tekst (hetzelfde als <strike>) (verouderd)
<samp>voor voorbeelduitvoer van computercode
<script>koppelen van scripts of het inline definiëren van scripts, wordt geladen tijdens het inlezen van de inhoud
<select>keuzemenu
<small>kleiner lettertype
<span>omhult een inline element, wordt vooral bedoeld om een stuk een andere opmaak te geven met behulp van CSS
<strike>doorgehaalde tekst (hetzelfde als <s>) (verouderd)
<strong>versterkte tekst (in de praktijk gelijk aan <b>)
<sub>onderschrift
<sup>bovenschrift
<table>tabel
<tbody>tabelbody, bevat de inhoud van de tabel
<td>tabelcel
<textarea>invoerveld voor tekst op meerdere regels in formulieren
<tfoot>tabelfooter
<th>tabelcel met titel
<thead>tabelheader, bevat titels voor de kolommen
<tr>tabelrij
<tt>typemachinelettertype
<u>onderlijnen (verouderd)
<ul>ongeordende lijst
<var>variabele of argument